# Le Petit Ballon
Le Petit Ballon  (Il palloncino) est une nouvelle fantastique de Dino Buzzati, incluse dans le recueil Le K publié en 1966.

## Résumé
Depuis le balcon du Paradis où ils fument une cigarette, deux saints observent une fillette heureuse d'avoir reçu un ballon de baudruche jaune. Elle se le fait aussitôt crever par un groupe de garnements avec une cigarette.